# Résolution 1820 du Conseil de sécurité des Nations unies
Membres permanents
- Chine
- États-Unis
- France
- Royaume-Uni
- Russie

Membres non permanents
- Afrique du Sud
- Burkina Faso
- Belgique
- Costa Rica
- Croatie
- Indonésie
- Italie
- Libye
- Panama
- Viet Nam

Résolution no 1819 Résolution no 1821
La résolution 1820 du Conseil de sécurité des Nations unies a été adoptée à l’unanimité le 19 juin 2008. Elle condamne avec fermeté l’utilisation de la violence sexuelle comme arme de guerre et rappel que « le viol et d’autres formes de violence sexuelle peuvent constituer des crimes de guerre, des crimes contre l’humanité ou un acte constitutif de génocide ». L’adoption de cette résolution marque la première fois que l’ONU établit un lien explicite entre les violences sexuelles comme arme de guerre et les questions liées aux femmes, à la paix et à la sécurité. Elle affirme non seulement la nécessité de mettre fin à l'impunité de ces violences pendant le conflit armé mais également après la cessation des hostilités.
La résolution 1820 du Conseil de sécurité renforce la résolution 1325 (2000) et exige que toutes les parties à un conflit armé cessent sans délai d'avoir recours à de telles pratique et  prennent immédiatement des mesures appropriées pour protéger les civils contre la violence sexuelle, notamment en formant des troupes et en appliquant des mesures disciplinaires.
En novembre 2010, le secrétaire général de l’ONU a présenté un rapport sur la mise en œuvre de la résolution 1820.

## Résolution
Le préambule de la résolution réaffirme la nécessité absolue de mettre fin à l'impunité qui frappe les violences sexuelles à l'encontre des femmes et des filles civiles pendant les conflits armés, mais également après postérieurement aux combats.
En sus de ce qui a été dit plus haut, le Conseil de sécurité reconnait que les violences sexuelles peuvent non seulement être utilisée comme arme de guerre mais sont aussi un facteur d'exacerbation de la conflictualité.
Selon un communiqué de presse du Conseil de sécurité des Nations unies du 19 juin 2008:
« Le Conseil de sécurité a exigé aujourd’hui « la cessation immédiate et complète par toutes les parties à un conflit armé de tous les actes de violence sexuelle contre les civils », exprimant sa profonde préoccupation face au fait que, malgré les condamnations répétées, la violence et les abus sexuels contre les femmes et les enfants pris au piège dans les zones de guerre non seulement se poursuivent, mais sont devenus, dans certains cas, si répandus et systématiques qu’ils « atteignent des niveaux de brutalité effroyables ».
Au terme d’une réunion ministérielle d’une journée sur « les femmes, la paix et la sécurité », les 15 membres du Conseil ont adopté à l’unanimité la résolution 1820 (2008), qui souligne que « le viol et d’autres formes de violence sexuelle peuvent constituer des crimes de guerre, des crimes contre l’humanité ou un acte constitutif de génocide ». Elle a également affirmé l’intention du Conseil, lors de l’établissement et du renouvellement des régimes de sanctions spécifiques à chaque État, d’envisager d’imposer des mesures « ciblées et graduées » contre les factions belligérantes qui commettent des viols et d’autres formes de violence à l’égard des femmes et des filles.
La résolution souligne également que les femmes et les filles sont particulièrement ciblées par le recours à la violence sexuelle, y compris dans certains cas comme « tactique de guerre pour humilier, dominer, instiller la peur, disperser et/ou déplacer de force les membres civils d’une communauté ou d’un groupe ethnique ». Soulignant que de telles violences pourraient considérablement exacerber les conflits et entraver les processus de paix, le texte affirme la volonté du Conseil d'adopter, si nécessaire, des mesures pour lutter contre les violences sexuelles systématiques ciblant délibérément des civils ou faisant partie d'une campagne généralisée contre les populations civiles.
En plus du texte, le Conseil a exigé que toutes les parties à un conflit armé prennent des mesures immédiates et appropriées pour protéger les civils, notamment en appliquant des mesures disciplinaires militaires appropriées et en respectant le principe de responsabilité du commandement ; en formant les troupes à l’interdiction catégorique de toutes les formes de violence sexuelle contre les civils ; en démystifiant les mythes qui alimentent la violence sexuelle ; et en contrôlant les forces armées et de sécurité pour prendre en compte les violences sexuelles passées. »

## Adoption et réactions
La résolution 1820 fut globalement bien reçu par les commentateurs, bien que d'aucuns s'interrogeaient sur une forme de redondance avec les résolutions 1325 (2000) et 1674 (2006).
La résolution a été adoptée à l'unanimité. La secrétaire d'État des États-Unis d'Amérique, Condoleezza Rice, qui présidait les débats, a déclaré qu'à la question de savoir si le Conseil de sécurité pouvait s'emparer du problème de les violences sexuelles contre les femmes dans le cadre d'un conflit armé, elle était « fière d'avoir répondu aujourd'hui à cette question lancinante par un « oui » retentissant. ». Elle a ajouté « nous affirmons que la violence sexuelle affecte non seulement la santé et la sécurité des femmes mais également la stabilité sociale et économique de leurs nations ».
Par ailleurs, lors des négociations qui ont conduites à l'adoption de la résolution 1820, un groupe de 71 femmes de la république démocratique du Congo avait écrit au Conseil, lui demandant de s'acquitter de ses obligations envers les femmes en période de conflit et d'adopter la résolution : « nous vous rappelons que nous avons souffert depuis des décennies sans aucune action notable de votre part ».